# 서울남부구치소
서울남부구치소(서울南部拘置所)는 서울지방교정청 산하의 구치소이다.
서울남부지방검찰청 및 서울남부지방법원과 서울서부지방검찰청 및 서울서부지방법원 소재 관할 수용자를 수용한다.

## 역사
- 1969년 영등포구치소 개청
- 2011년 서울남부구치소로 개칭

## 주요 수감자
- 김건희[1]
- 안종범[2]
- 정호성[2]
- 최순실[3] - 서울동부구치소로 재이감[4]
- 고영욱
- 조현아
- 안희정 - 안양교도소로 이감
- 정유라

## 같이 보기
- 서울구치소
- 서울동부구치소
- 서울지방교정청